# Jasrana
Jasrana es  un pueblo y nagar Panchayat situado en el distrito de Firozabad en el estado de Uttar Pradesh (India). Su población es de 10648 habitantes (2011). 

## Demografía
Según el  censo de 2011 la población de Jasrana era de 10648 habitantes, de los cuales 5558 eran hombres y 5090 eran mujeres. Jasrana tiene una tasa media de alfabetización del 81,85%, superior a la media estatal del 67,68%: la alfabetización masculina es del 87,83%, y la alfabetización femenina del 75,35%.